# Cratobracon tamicola
Cratobracon tamicola är en stekelart som först beskrevs av Embrik Strand 1911.  Cratobracon tamicola ingår i släktet Cratobracon och familjen bracksteklar. Inga underarter finns listade i Catalogue of Life.